# Comuna Oleksandrivka, Burîn
Oleksandrivka (în ucraineană Олександрівка) este o comună în raionul Burîn, regiunea Sumî, Ucraina, formată din satele Oleksandrivka (reședința) și Petuhivka.

## Demografie
Componența lingvistică a comunei Oleksandrivka
     Ucraineană (99,07%)
     Alte limbi (0,93%)
Conform recensământului din 2001, majoritatea populației comunei Oleksandrivka era vorbitoare de ucraineană (99,07%), existând în minoritate și vorbitori de alte limbi.